# Palais Kap-herr

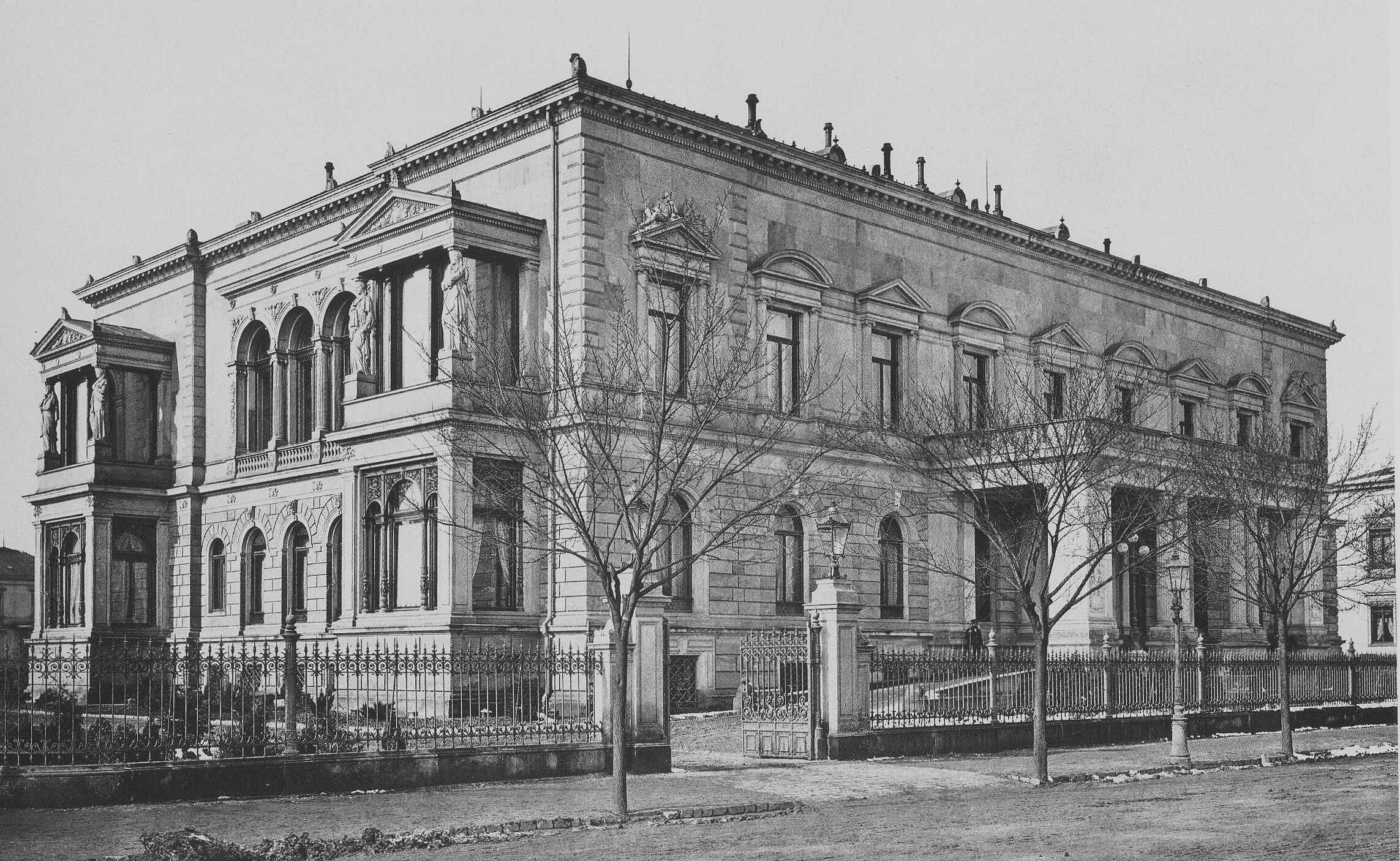
Ansicht des Palais Kap-herr mit der Nebenfassade zur Gellertstraße (links) und der Hauptfassade zur Parkstraße (rechts)

Das Palais Kap-herr war 1872/1874 im Stil der Neorenaissance von Bernhard Schreiber für die Familie Kap-herr in den Formen der Semper-Schule erbaut worden und befand sich an der Parkstraße 7 in Dresden. Später gelangte das Palais an das Haus Wettin (königliches Palais). Im Jahr 1945 brannte das Palais aus und wurde 1955–1959 beseitigt. Auf der Fläche des Grundstücks befinden sich heute zwei 16-geschossige Studentenwohnheime.

## Beschreibung

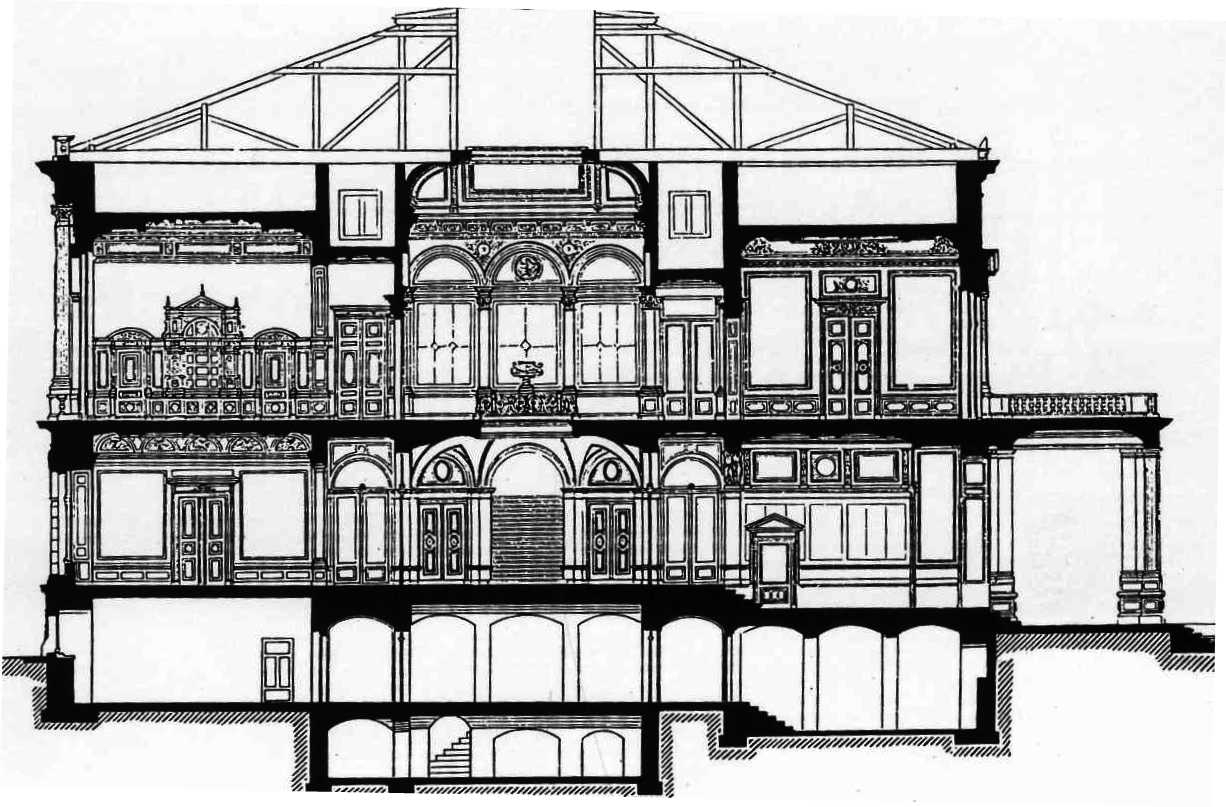
Querschnitt des Palais Kap-herr

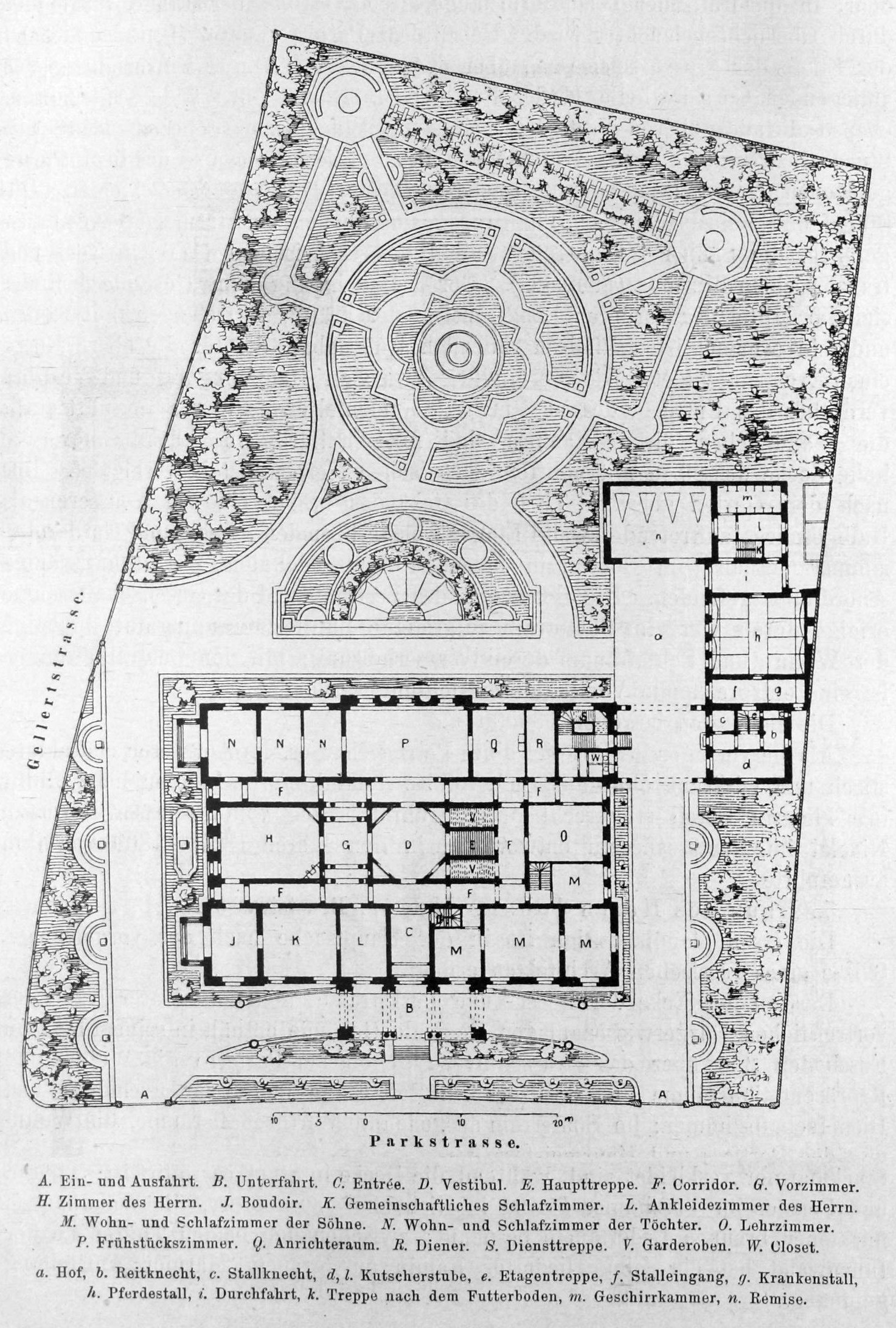
Grundriss des Palais Kap-herr

### Allgemeines
Das Gebäude wird von Helas als die stattlichste Villa neben dem Palais Oppenheim bezeichnet. Es war ein zweigeschossiger Bau, errichtet auf einem rechteckigen Grundriss, gedeckt mit einem flachen Walmdach. Seine Architektur sei jedoch nach Helas nicht im Sinne der Hochrenaissance rein gestaltet worden, sondern jede Fassade war unterschiedlich stilisiert worden. Nach seiner Auffassung führte die gehäufte Verwendung von bzw. die Überfrachtung mit bedeutungssteigernden Motiven zu einer eklektischen Erscheinung des Baus.

### Nördliche Hauptfassade zur Parkstraße
Die Hauptfassade zur Parkstraße war in der Form eines Stadtpalais ausgebildet und hatte eine Frontlänge von 9 Fensterachsen. Je ein seitlicher Risalit beinhaltete eine Fensterachse, so dass die dazwischenliegende eigentliche Fassadenfront siebenachsig war.
Der Bau ruhte auf einem rustifizierten Sockelgeschoss. Darüber erhob sich ein 2 Meter hohes Erdgeschoss, das mit Rustika verkleidet worden war und in dem die Fenster von glatten Gewänden gerahmt tief zurücklagen. Ein Triglyphengesims bildete den oberen Abschluss des Erdgeschosses. Die Fenster des Obergeschosses waren von einer Ädikula eingefasst, bestehend aus ionischen Dreiviertelsäulen, mit darauf ruhendem Gebälk abwechselnd mit Segment- bzw. Dreiecksgiebeln als Fensterverdachung.
Der Hauptfassade vorgestellt war ein Altan, unter den die Auffahrt führte. Dieser ruhte auf gekoppelten Säulen bzw. Pfeilern. Die Hauptfassade hatte Stadtpaläste Italiens zum Vorbild, wie den Palazzo Farnese in Rom oder den Palazzo Pandolfini in Florenz, die gleichen Vorbilder wie beim Palais Oppenheim an der Bürgerwiese 5–7.

### Östliche Seitenfassade zur Gellertstraße
Die Fassade zur Gellertstraße nahm Elemente der Villenarchitektur auf und hatte ebenso wie die Hauptfassade zur Parkstraße zwei Eckrisalite von je einer Fensterachse. Vor beiden Risaliten an der Nebenfassade befanden sich doppelgeschossige Loggien, die im Erdgeschoss als Erker ausgebildet waren. Über diesen seitlichen Loggien befanden sich im Obergeschoss jeweils zwei Koren, die einen Flachgiebel trugen. Die zwischen den Eckrisaliten befindliche Fassadenfront auf Erdgeschosshöhe war fünffenstrig, im ersten Obergeschoss war diese dreifenstrig. Während die Fenster im Erdgeschoss wie die an der Parkstraße als Rundbögen gestaltet worden waren, wurden die drei Rundbogenfenster im Obergeschoss von Säulen und Pilastern gegliedert und durch ein Architrav zusammengefasst (ähnlich der Fassade des Dresdner Albert-Theater).

### Westliche Seitenfassade
Auch die westliche Seitenfassade nahm den Villenstil mit einer Erkeruntergliederung auf.

### Inneres
Im Inneren befand sich im Obergeschoss ein zentraler achteckiger Raum, der als Ballsaal genutzt wurde. Er war, wie die Wände des Vestibüls mit Stuckmarmor (Stucco lustro) verkleidet, weitere Räume wiesen aufwändige Holzverkleidungen auf. Stufen, Balustraden und die Säulen im oberen Vestibul waren in Marmor ausgeführt.

### Gartengestaltung
Der Grundriss des Grundstücks weist eine aufwändige Gartengestaltung aus, der von einer großen Freitreppe von der rückwärtigen Seite des Gebäudes aus betreten werden konnte. Näheres Angaben dazu sind derzeit nicht bekannt (Gartengestalter, Ausstattung usw.).

## Geschichte
Bis 1912 beherbergte das Gebäude Büros der Königlich Preußischen Gesandtschaft. Im März kaufte Friedrich August III. das Gebäude für seinen Sohn, den Kronprinzen Georg von Sachsen. Nach Umbauten bewohnte dieser das Palais.
Nach der Abdankung des Königs 1918 und im Zuge der Regulierung des königlichen Besitzes kam das Palais in den Besitz des neugebildeten Freistaates Sachsen und wurde nach 1920 als Ausstellungsgebäude genutzt. Ab 1925 bis 1931 beherbergte es die Neue Abteilung der Gemäldegalerie Dresden.
Infolge der Luftangriffe auf Dresden brannte das Palais 1945 aus. Am 28. August 1952 erfuhr die Denkmalpflege, dass an der Rückseite des Hauses mit den Abbrucharbeiten begonnen wurde. Daraufhin legte Hans Nadler vom Denkmalamt sofort Protest ein. Nadler verwies in seinem Schreiben auf die Nutzung für die Gemäldegalerie, die zu einem Teil hier vor dem Zweiten Weltkrieg ausgestellt worden sei und verwies auf eine Denkschrift des Kulturbundes, in der für die Erhaltung des Palais Kap-herr plädiert worden war. Der Kulturbund wollte die Rekonstruktion des Neorenaissancebaus, auch weil bereits eine Ausstellung dort geplant wurde. Weiter kritisierte Nadler, dass in Dresden Enttrümmerungsarbeiten an denkmalgeschützten Bauten vorgenommen wurden, ohne vorher das Landesdenkmalamt zu verständigen. Denn „… Die Architektur des Gebäudes zeichnet sich durch beste Proportionen und hervorragende Durcharbeitung aller Architektureinzelheiten aus. In den Formen der italienischen Renaissance bedeutet das Palais zweifellos ein charakteristisches Architekturdenkmal, das in der Architektursprache der Semper-Schule zu den ganz wenigen in Dresden noch vorhandenen Baudenkmalen dieser Zeit gehört, nachdem bereits das Oppenheimische Palais von Gottfried Semper und auch das bedeutende Haus Beuststraße 1 von Hermann Nicolai abgebrochen wurden“.
Trotzdem wurde am 19. April 1955 der Westteil des Palais gesprengt ohne das Landesdenkmalamt zu informieren. Da die Sicherung der Ruine unterblieb, stelle der verbliebene Torso schließlich „eine Bedrohung ‚für spielende Kinder‘ dar“: Im Oktober 1959 wurde mit dieser Begründung der Rest des Gebäudes gesprengt.

## Nachnutzung
In den 1960er Jahren wurden auf dem Areal des Grundstücks zwei 16-geschossige Studentenwohnheime in Plattenbauweise errichtet. Ansonsten befinden sich auf dem Grundstück Parkplätze, Rasen und Sträucher. An das ehemalige Palais erinnert nichts mehr.